# Август Бурнонвил
Август Бурнонвил (на датски: August Bournonville; 21 август 1805 – 30 ноември 1879) е датски балетмайстор, хореограф и педагог; създател на хореографски стил и педагогическа система, носещи неговото име. Най-известният му балет е „Силфида“.

## Биография
Роден в Копенхаген в семейството на френския балетмайстор Антоан Бурнонвил и шведската балерина Луиза Сундберг. Учи в Датското кралско балетно училище при баща си, после в Париж при Огюст Вестрис и Пиер Гардел. Почти целия си професионален живот прекарва в Датския кралски балет като балетмайстор и педагог.
Бурнонвил е директор и на Шведската кралска опера в Стокхолм между 1861 и 1864 г. и поставя свои творби във Виена през 1855 – 1856 г. .

## Творчество
Бурнонвил е автор на над 50 балетни постановки, около 15 от които са част от репертоара на Датския кралски балет днес. Най-известната му творба е „Силфида“ по музика на Херман Льовенскьолд (премиера 29 ноември 1836 г.).
Творчеството му запазва връзката с традиционното представяне на танца, като избягва емоционалните крайности на романтизма. Бурнонвил придава на датския балет национален характер, използвайки не само танцовия фолкор на Дания, но и националния темперамент и дух. В хореографията намират място и характерни танци на други народи – повечто му творби са вдъхновени от пътуванията му в чужбина. В „Консерваторията“ е включен балетен ексерсиз от началото на 19. век.
Персонажите му са емоционално балансирани и специално внимание е отделено на пластичността на движенията и най-вече на стъпките. Хореографията му се характеризира с егалитарност, с равностойни мъжки и женски партии, за разлика от тогавашната тенденция да се дава предимство на балерините.
Най-известни творби:
- „Силфида“ – романтичен балет в три действия, муз. Херман Льовенскьолд, 1836 г.;
- „Неапол или Рибарят и неговата невеста“ – балет в три действия, муз. Холгер Паули, Едвард Хелстед, Нилс Гаде, 1842;
- „Консерваторията или Сватба по обява“ – водевилен балет в две действия, муз. Холгер Паули, 1849 г.;
- „Коледа в Брюж“ – романтичен балет в три действия, муз. Холгер Паули, 1851 г.;
- „Сватбено пътешествие в Хардангере“ – балет в две действия, муз. Холгер Паули, 1853 г.;
- „Народна приказка“ – балет в три действия, муз. Йохан Хартман и Нилс Гаде, 1854 г.;
- „Валкирия“ – балет в четири действия, муз. Йохан Хартман, 1861 г.

## Стил „Бурнонвил“
Танцовият стил на Бурнонвил изисква натурално (естествено) сценично поведение, особено в мизансцените и пантомимата, за разлика от руската школа, чиито пози са по-отчетливи и движенията по-резки. В основата е търсенето на ефекта на непрекъснатата линия, като краката правят малки бързи стъпки, а ръцете се движат бавно. Позициите на ръцете са по-ниски от общоприетите. 
Хореографските текстове на Бурнонвил са нотирани от неговия ученик Ханс Бек и превърнати в шест екзерсиса – по един за всеки ден от седмицата. Така те са уени и практикувани от танцьорите в Датския кралски балет поколения наред. Днес един ден в седмицата е отделен на тези ексерсизи.